# Zenkovići (Oštra Luka)
Zenkovići (szerbül: Зенковићи) falu Bosznia-Hercegovinában, a Szerb Köztársaságban, Oštra Luka községben. Zenkovići településnek a Szerb Köztársaság terülétéhez került, kis része.

## Fekvése
Bosznia-Hercegovina nyugati részén, Banja Lukától légvonalban 58, közúton 92 km-re nyugatra, Prijedortól légvonalban 28, közúton 43 km-re délnyugatra, községközpontjától  légvonalban 17, közúton 28 km-re nyugatra fekvő dombos, erdős területen, a Majdan-hegység lejtőin és a Slatina-patak völgye feletti dombokon fekszik.

## Népessége
| Nemzetiségi csoport | Népesség 1991 | Népesség 2013 |
| ------------------- | ------------- | ------------- |
| Szerb               | 46            | 0             |
| Bosnyák             | 50            | 0             |
| Horvát              | 0             | 0             |
| Jugoszláv           | 0             | 0             |
| Egyéb               | 0             | 0             |
| Összesen            | 96            | 0             |

## Története
Zenkovići 1878-ig tartozott az Oszmán Birodalomhoz, majd az Osztrák-Magyar Monarchia része lett. 1879-ben az első osztrák-magyar népszámlálás során a faluban 12 házat és 81 muszlim lakost számláltak. 1910-ben Slatina község részeként a településnek 43 háza, 160 muszlim és 89 ortodox szerb lakosa volt. A monarchia szétesésével 1918-ben előbb a Szerb-Horvát-Szlovén Királyság, majd 1929-től a Jugoszláv Királyság része. 1963-ig Ljubija község része volt, majd Sanski Most községhez csatolták. 
A boszniai háborút lezáró daytoni békeszerződés rendelkezése alapján az ország területét felosztották a Bosznia-hercegovinai Föderáció és a boszniai Szerb Köztársaság között. A békeszerződés utáni területmegosztási megállapodás értelmében a háború előtti település kisebb, 0,12 km2 területű része a Boszniai Szerb Köztársasághoz és Oštra Luka községhez került, míg a település nagyobb, 14,1 km2 területű része a Bosznia-hercegovinai Föderáció Una-Szanai kantonjában levő Sanski Most község területénél maradt.